# Rachel Brice
 (février 2012).
Si vous disposez d'ouvrages ou d'articles de référence ou si vous connaissez des sites web de qualité traitant du thème abordé ici, merci de compléter l'article en donnant les références utiles à sa vérifiabilité et en les liant à la section « Notes et références ».
Rachel Brice, née le 15 juin 1972 à Seattle (Californie), est une danseuse américaine de danse tribale fusion. Elle est la directrice artistique et la chorégraphe de la troupe nommée The Indigo Belly Dance Company (2003) qui pratique une forme dérivée de la danse orientale.

## Parcours personnel
Rachel Brice a suivi le cursus universitaire d’ethnologie de la danse à San Francisco où elle a étudié le kathak (danse classique du Nord de l’Inde), le flamenco, la danse afro-haïtienne, la technique du Dunham, la danse moderne et la chorégraphie. La région de la baie de San Francisco est le lieu de résidence d'enseignants renommés tels que Carolina Nericcio, directrice de Fat Chance Belly Dance, et Suhaila Salimpour. Elle danse en tournées avec la troupe The Indigo et les Bellydance Superstars. Elle enseigne depuis 1996 et se produit en spectacles depuis 1990. Depuis 2007, elle se produit dans une tournée nommée Le Serpent Rouge.

## Axe de recherche

### Lien musique-danse
Son travail corporel et chorégraphique est fortement lié à celui de la musique, notamment la musique électronique, bien que dans son dernier spectacle, entourée de deux danseuses (Mardi Love et Zoé Jakes) la musique soit bien plus populaire.

### Fusion de différentes traditions chorégraphiques et techniques de danse
Elle porte son attention sur des mouvements de danse très fluides alternant avec des gestes secs et saccadés à la manière de la "robot dance". Le travail des muscles abdominaux est intense et impressionnant, surtout en ce qui concerne les bellyrolls ("vagues"). Rachel Brice mélange plusieurs styles de danses (d'où le terme "tribal fusion") : la danse orientale classique, le hip-hop, la danse traditionnelle indienne, le jazz, la danse classique. Il en va de même pour les costumes qu'elle porte qui font intervenir des bijoux des tissus d'origine ethnique diverse : bijoux et perles kushi et turkème, tissus à miroirs d'Inde, etc.

### Une esthétique composite
En tant que danseuse de danse tribale, Rachel Brice emploie des éléments de costumes d'origines très différentes. Elle développe également une esthétique faisant référence aux danses de cabaret parisiens du début du XXe siècle, associée à des éléments plus contemporain.

## Filmographie

### Vidéos de performances
- Live in Paris : Folies Bergère
- Solos in Monte Carlo
- Bellydance Superstars

### Vidéos didactiques
- Tribal Fusion : Yoga, Isolations and Drills a Practice Companion with Rachel Brice
- Rachel Brice : Belly Dance Arms and Posture
- Serpentine - Bellydance with Rachel Brice :: Bellydance Technique & Yoga for Strong, Relaxed & Sinuous Movement

## Collaborations musicales
- Sa'iyr - A Tribal Metamorphosis (2005) - Pentaphobe
- Bellydance Superstars 1, 2 et 3 - Sélections musicales
- Le Serpent Rouge - Compilation